# Đàn bầu

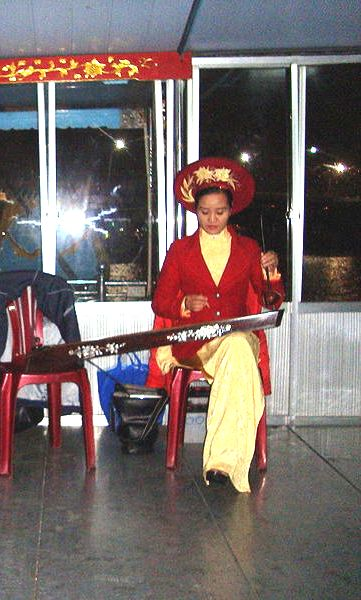
Nữ nhạc công đang chơi đàn bầu

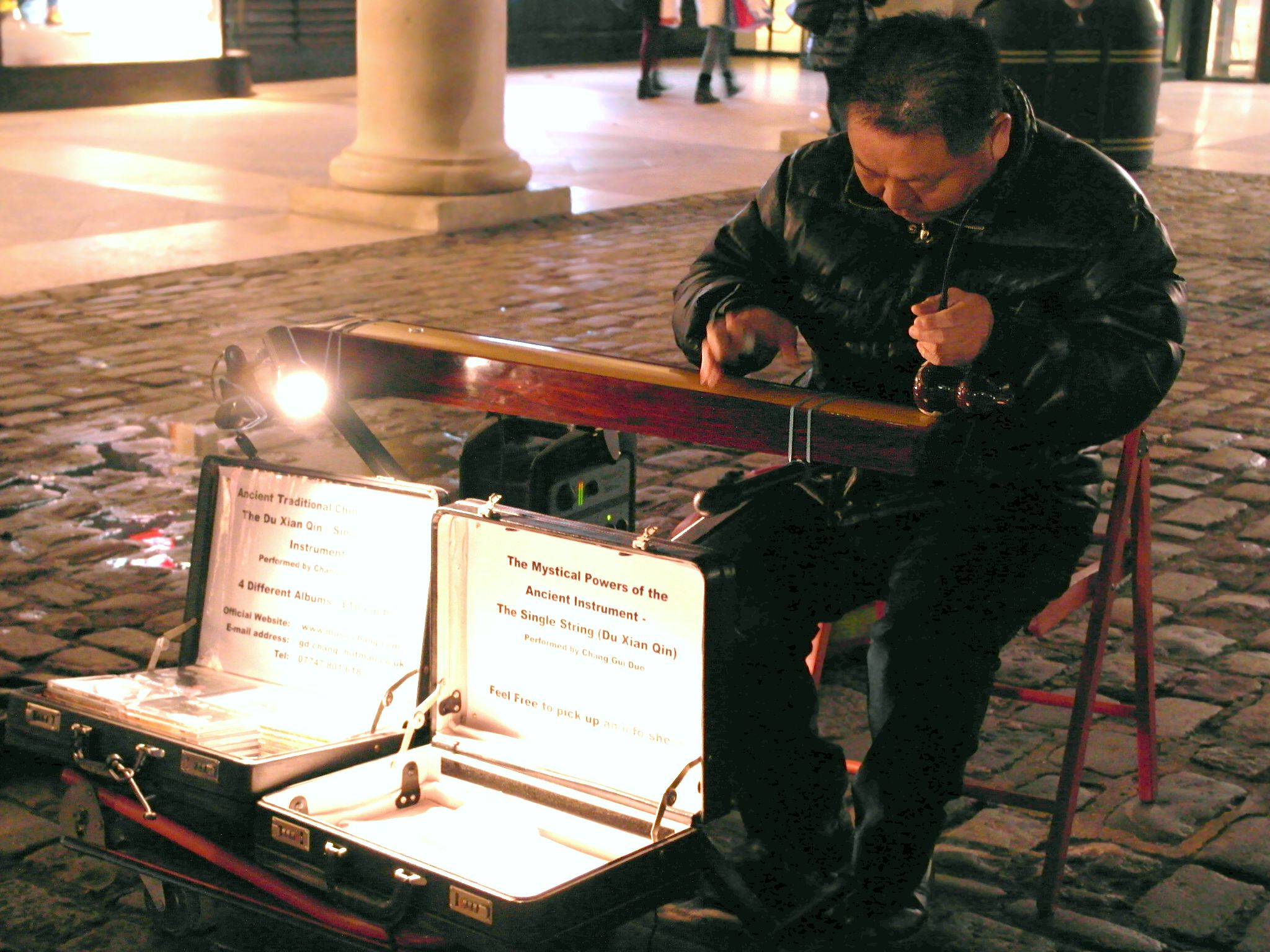
Nghệ sĩ Trung Quốc diễn tấu độc huyền cầm ở phố người Hoa Luân Đôn

Đàn bầu (chữ Nôm: 彈匏) hay độc huyền cầm (giản thể: 独弦琴; phồn thể: 獨弦琴; bính âm: dúxiánqín) nghĩa là đàn một dây), là một loại nhạc cụ truyền thống của người Việt, thanh âm phát ra nhờ sử dụng que hay miếng gảy vào dây. Dựa theo cấu tạo của hộp cộng hưởng, đàn bầu chia hai loại là đàn thân tre và đàn hộp gỗ.
Đàn bầu có mặt phổ biến ở các dàn nhạc cổ truyền dân tộc Việt Nam. Các nhạc sĩ Việt Nam đã biên soạn và chuyển soạn một số tác phẩm dạng concerto để nghệ sĩ sử dụng đàn bầu trình tấu cùng với dàn nhạc giao hưởng thính phòng như Vì Miền Nam, Ru con, Tình ca... Đàn bầu không chỉ được người Việt Nam ưa thích mà còn được nhiều khán-thính giả trên thế giới hâm mộ. Đàn bầu được du nhập tới Trung Quốc bởi tộc người Kinh di cư từ vùng Đồ Sơn, Hải Phòng sang vùng đất Tam đảo (trước đây thuộc Việt Nam, sau Công ước Pháp – Thanh 1887 vùng này thuộc Trung Quốc) từ khoảng 500 năm trước.

## Lịch sử
Trong khi những ghi chép sớm nhất về đàn bầu có niên đại từ năm 1770, các học giả ước tính tuổi của đàn có thể hơn thế một nghìn năm.  Một truyền thuyết phổ biến về sự khởi đầu của nó kể về một người phụ nữ mù chơi nó ở chợ để kiếm sống cho gia đình trong khi chồng cô ra trận. Cho dù câu chuyện này có dựa trên thực tế hay không, thì đàn bầu trong lịch sử vẫn được chơi bởi những nhạc công mù. Cho đến thời gian gần đây, âm lượng mềm của nó đã hạn chế các bối cảnh âm nhạc mà nó có thể được sử dụng. Đàn bầu, chơi độc tấu, là trung tâm của âm nhạc dân gian Việt Nam, một thể loại ngày nay vẫn còn phổ biến trong nước. Ứng dụng truyền thống khác của nó là đệm cho các bài đọc thơ. Với việc phát minh ra bộ thu từ tính, việc sử dụng đàn bầu đã lan sang các ban nhạc hòa tấu và cả nhạc pop và rock đương đại của châu Á. Giờ đây, các thiết bị điện tử được thiết kế cho guitar điện đôi khi được sử dụng với đàn bầu để mở rộng hơn nữa bảng âm sắc của nó. 

## Phân loại, cấu tạo

### Phân loại
Đàn thân tre thường dùng cho người hát xẩm hoặc những nơi khó khăn, không có điều kiện chế tác tỉ mỉ, chi tiết. Thân đàn làm bằng một đoạn tre hoặc bương dài khoảng 120 cm, đường kính 12 cm. Mặt đàn là chỗ đã được lóc đi một phần cật thích hợp trên đoạn tre hoặc bương. Loại này ít phổ biến.
Đàn hộp gỗ là loại đàn cải tiến, có tính năng ưu việt hơn, thường do các nghệ sĩ chuyên nghiệp sử dụng. Đàn hộp gỗ có nhiều hình dáng, kích thước khác nhau, thường làm bằng loại gỗ nhẹ, xốp như gỗ ngô đồng... Loại đàn bằng gỗ vông được dùng phổ biến nhất.

### Cấu tạo

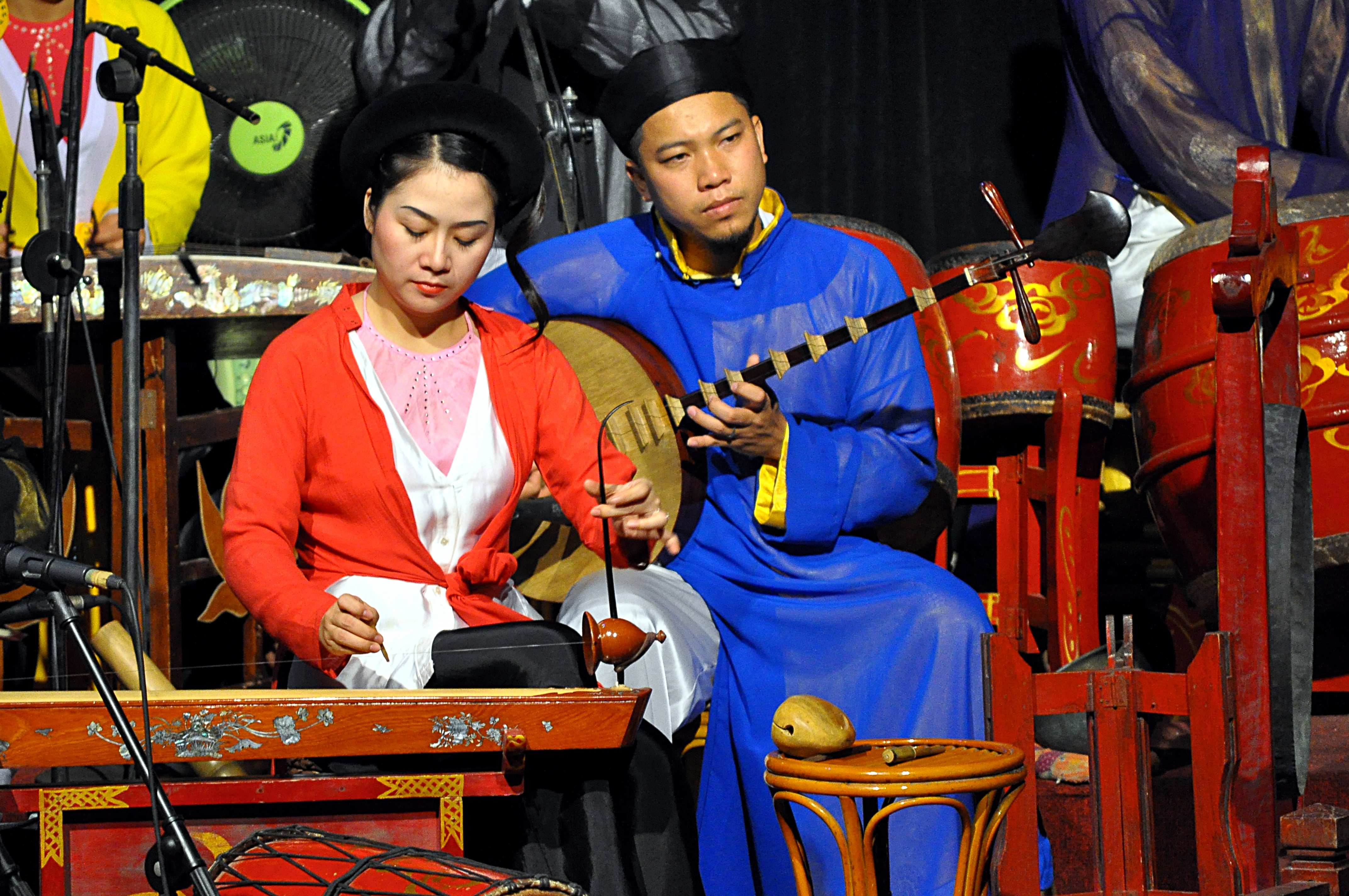
Nữ nhạc công gẩy đàn bầu tại một đêm diễn quan họ Bắc Ninh ở Hà Nội

Đàn bầu thường có hình dạng một ống tròn (bằng tre, bương, luồng) hoặc hình hộp chữ nhật; một đầu to, một đầu vuốt nhỏ hơn một chút; thường có chiều dài khoảng 110 cm, đường kính hoặc bề ngang ở đầu to khoảng 12,5 cm, đầu nhỏ khoảng 9,5 cm; cao khoảng 10,5 cm. Ở loại đàn gỗ Mặt đàn và đáy đàn bằng gỗ ngô đồng, hoặc gỗ thông hay gỗ tung. Mặt đàn hơi cong lên một chút, đáy đàn phẳng có một lỗ nhỏ để treo đàn, một hình chữ nhật ở giữa để thoát âm đồng thời cầm đàn khi di chuyển và một khoảng trống để cột dây đàn. Thành đàn bằng gỗ cứng như cẩm lai hoặc mun để cho chắc chắn và có thể bắt vít cho khóa dây đàn.
Trên mặt đầu to có một miếng xương hoặc kim loại nhỏ gọi là ngựa đàn. Qua ngựa đàn, dây đàn được luồn xuống và cột vào trục lên dây đàn xuyên qua thành đàn, trục này được làm đẹp và nó được giấu phía sau thành đàn. Ngày nay người ta dùng khóa dây đàn bằng kim loại cho chắc để chống tuột dây đàn. Trên mặt đầu nhỏ của đàn có một cần dây làm bằng gỗ hoặc sừng, được gọi là cần đàn hoặc vòi đàn. Cần đàn xuyên qua nửa đầu trái bầu khô hoặc tiện bằng gỗ theo hình dạng tương tự và cắm vào một lỗ trên mặt đầu nhỏ của vỏ đàn. Một đầu dây đàn buộc cố định vào cần đàn khoảng giữa bầu đàn.
Khi công nghệ điện tử ra đời, để tăng âm lượng tiếng đàn, người ta lắp một cuộn cảm ứng điện từ có lõi sắt non vào dưới mặt đàn giáp với dây ở phía đầu to để cảm ứng âm thanh truyền qua bộ dây đồng trục, đưa tín hiệu đến khuếch đại âm thanh qua máy tăng âm. Loại đàn này chỉ có thể dùng dây thép và có nhược điểm là độ méo âm thanh khá lớn so với âm thanh của loại đàn không dùng bộ khuếch đại điện từ (đàn mộc).
Que gảy đàn: thường được vót bằng tre, giang, thân dừa, gỗ mềm... Người ta hay làm bông hoặc tưa đầu nhọn một chút để làm mềm âm thanh khi gảy. Ngày xưa hay dùng que dài khoảng 10 cm, ngày nay với nhiều kỹ thuật diễn tấu nhanh nên người ta hay dùng que ngắn chừng 4-4,5 cm.

## Tính năng, tác dụng
Đàn bầu có âm vực rộng tới 3 quãng tám. Vì là âm bội nên âm sắc đẹp, sâu lắng, quyến rũ. Tiếng đàn có khi buồn bã, thiết tha, có khi ngọt ngào tình tự, diễn tốt tình cảm của con người. Âm thanh phát ra trong vòng 2 quãng tám nghe khá rõ ràng dù là âm bội. Nếu sử dụng âm thực với sự tác động kéo căng hay giảm dây của vòi đàn, âm vực của đàn bầu có thể vượt trên 3 quãng tám.
Đàn bầu phù hợp với những giai điệu trữ tình, êm dịu, tuy nhiên những nghệ nhân xẩm có thể sử dụng nó để diễn những bài hát vui như xẩm xoan hoặc những ca khúc mới, giàu chất tươi tắn và khỏe mạnh. Ca dao Việt Nam có câu "Đàn bầu ai gảy nấy nghe, làm thân con gái chớ nghe đàn bầu" ý nói tiếng đàn dễ dàng thu hút được tình cảm người nghe.
Trước đây đàn bầu giữ nhiệm vụ độc tấu hoặc đệm hát, tham gia những ban nhạc cổ truyền cùng với đàn nguyệt, đàn tam, nhị hay tỳ bà,... trong phòng. Ngày nay nhờ gắn thiết bị tăng âm nên có thể độc tấu ngoài trời hoặc hòa tấu với dàn nhạc lớn, nhiều nhạc cụ.
Nhiều nghệ nhân tài năng đã dùng tiếng đàn bầu mô phỏng giọng nói của cả ba miền Nam, miền Trung, miền Bắc và giọng nam, giọng nữ hoặc ngân nga như ngâm...

## Cách chơi cơ bản

### Cách định âm chuẩn cho dây đàn

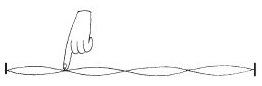
Mô tả xác định điểm chia nốt trên dây đàn bầu

Người ta thường định âm cho đàn bầu theo dây buông có âm tự nhiên, nhưng có khi chỉnh theo từng bài bản. Nếu bài nhạc cung đô (do) là chủ âm thì định âm dây buông tự nhiên là đô. Ngoài ra còn vài cách định âm khác. Vì dây buông chỉ cho một nối nên phải chia dây từ cần đàn đến ngựa đàn để xác định các nốt khác: 1/2 dây có nốt do 1 cao hơn dây buông một quãng 8, 1/3 dây sẽ là nốt sol 1, 1/4 ta sẽ có nốt do 2, 1/5 dây sẽ có mi 2, 1/6 dây sẽ có nốt sol 2, 1/7 dây sẽ là nốt si giáng (nốt này ít được sử dụng), 1/8 sẽ có nốt do 3.
Ngoài 6 điểm định âm thông dụng là do 1, sol 1, do 2, mi 2, sol 2 và do 3 còn có thể tạo âm thực bằng cách gảy dây buông bằng que gảy và thường gảy gần ngựa đàn chứ không gảy vào các điểm định âm bồi. Trên 7 âm thanh này, với kỹ thuật tay trái như căng dây hoặc chùng dây thích hợp, người chơi đàn có thể tạo được rất nhiều âm thanh khác nữa.

### Cách sử dụng que gảy đàn
Cách sử dụng/gảy đàn đòi hỏi kỹ thuật đặc biệt. Người diễn cầm que bằng tay phải, đặt que trong lòng bàn tay phải, đặt que trong lòng bàn tay làm sao để que hơi chếch so với chiều ngang dây đàn. Que đàn được đặt trên 2 đốt ngón tay trỏ và giữa của bàn tay phải, còn đốt thứ nhất của ngón cái thì giữ que đàn, đầu nho nhỏ của que thường nhô ra khoảng 1,915 cm. Hai ngón còn lại thì hơi cong theo ngón trỏ và giữa. Khi gảy dây ta đặt cạnh bàn tay vào điểm phát ra bội âm, hất nhẹ que đàn cùng lúc nhấc bàn tay lên, ta sẽ có được âm bội. Những điểm cạnh bàn tay chạm vào gọi là điểm nút, những điểm trên dây đàn được que gảy vào gọi là điểm gảy. Do đàn bầu không có phím nên những điểm nút được coi là cung phím của đàn bầu.

### Các tư thế diễn tấu
Thông thường nhất là đàn bầu đặt trên một cái bàn nhỏ thường là hộp đàn có lắp 4 chân rời, trên mặt giá có 2 chỗ chặn để khi kéo đẩy cần đàn, đàn không bị di chuyển theo. Khi ngồi khoanh chân trên chiếu để đàn thì đầu gối chân mặt phải tì vào cạnh mặt đàn nhằm giữ cho cây đàn khỏi bị xê dịch. Ngày nay, các nghệ sĩ thường dùng tư thế đứng hoặc ngồi trên ghế để diễn tấu. Khi dó, đàn được đặt trên giá gỗ có các chốt định vị có độ cao tương ứng với vị trí ngồi của nghệ sĩ.

### Sử dụng tay trái trên cần đàn và dây đàn
Ngón rung: Khi khảy dây, các ngón tay trái rung nhẹ cần đàn, âm thanh sẽ phát ra tự như làn sóng thì ta có ngón rung. Ngón rung rất quan trọng vì không những nó làm cho tiếng đàn mềm mại mà nó còn thể hiện phong cách của bản nhạc. Với các bài buồn, hoặc bài vui, ta phải rung theo những âm đã được quy định.
Ngón vỗ: Vỗ ngón cái, vỗ ngón trỏ tạo ra âm thanh hãm và thăng giáng liên tục, ngắt quãng do dao động âm tắt nhanh. Theo nghệ sĩ nhân dân Thanh Tâm thì ngón vỗ thường diễn tả tình cảm đau khổ, uất ức, nghẹn ngào.
Ngón vuốt: miết ngón tay vào cần đàn để tạo độ trượt qua các thang âm và dừng lại ở thang âm quy định trong bản nhạc.
Ngón luyến: kéo thẳng cần tăng hoặc giảm tới âm quy định
Ngón tạo tiếng chuông: Nhấn cườm tay vào dây đàn để hãm bớt âm chính và tạo ra âm bội trên âm chính có sẵn. v.v.

## Sự phát triển của đàn bầu trong âm nhạc dân tộc
Trong lịch sử nhạc cụ Việt Nam chưa có nhạc khí dân tộc nào của nước ta được thay đổi, cải biến nhiều như đàn bầu.
Cần đàn thay vì bằng tre thì nay bằng sừng để cho mềm dễ uốn hơn.
Bầu đàn trước đây làm bằng vỏ bầu khô hoặc ống tre, gáo dừa, nay dùng sừng hoặc thông dụng nhất là tiện bằng gỗ để có thể bắt vít được.
Que đàn từ chỗ dài khoảng 10 cm, nay thu ngắn ngắn khoảng 4 cm. Từ chỗ được vót bằng tre, giang; nay có thêm các chất liệu gỗ, dừa, sừng hoặc nhựa.
Theo nhạc sĩ Bùi Lẫm: vào thập kỷ 60, nghệ sĩ Mạnh Thắng là người sáng chế ra lối que gẩy ngắn, ông cũng là người đã cải tiến đưa phần khuếch đại âm thanh vào đàn bầu, và ông cũng là người đầu tiên đưa đàn bầu đi trình diễn quốc tế, mang giải thưởng cao quý cho Việt Nam. Sau đó, cũng với que gẩy ngắn này, nghệ sĩ ưu tú Đức Nhuận đã phát minh ra lối kỹ thuật vê (teremono) trên 1 dây và đánh sử dụng bồi âm trên bồi âm.
Thân đàn và các phụ kiện Loại đàn cũ cần có thân to, mặt mỏng để tăng độ âm vang. Khóa đàn bằng gỗ. Loại đàn hiện đại sử dụng công nghệ khuếch đại âm thanh điên tử có kích thước nhỏ hơn, khóa đàn bằng kim loại. Điểm cái tiến táo bạo nhất mà không một nhạc khí nào dám làm là loại đàn bầu dùng công nghệ điện tử có thể tách đôi, gập lại, xếp gọn khi di chuyển. Khi trình tấu, người chơi đàn có thể lắp ráp lại nhanh chóng.
Hộp chứa đàn Ngoài chức năng để cất giữ, bảo vẹn đàn khi di chuyển đàn, hộp này vừa có hể dùng làm giá đỡ đàn với hai chốt chặn ở hai đầu, tiện lợi cho việc căng dây hoặc chùng dây khi chơi các bản nhạc có âm chủ khác nhau.
 Điện tử hóa : Các loại đàn bầu hiện đại được điện tử hóa bằng cách lắp các mobil cảm ứng điện từ nối với máy tăng âm và loa để khuếch đại âm thanh, được sử dụng phổ biến trong các dàn nhạc dân tộc Việt Nam chuyên nghiệp. Tuy nhiên, nhiều khán thính giả nước ngoài sành nhạc vẫn thích nghe trình tấu trên đàn "mộc" (không có bộ khuếch âm điện tử). Họ cho rằng âm thanh mộc nghe trong trẻo và "thật" hơn âm thanh được khuếch đại bằng kỹ thuật điện tử.
Tự động hóa: Nhóm Bật Bông là nhóm đầu tiên áp dụng trí tuệ nhân tạo và công nghệ tự động hóa để tạo ra người máy (robot) chơi đàn bầu tự động 

## Đàn bầu trong nghệ thuật
- Ca dao: Đàn bầu ai gẩy nấy nghe / Làm thân con gái chớ nghe đàn bầu. Theo nghệ sĩ Hoàng Anh: "ông bà mình ngày xưa khuyên con gái chớ nên nghe đàn bầu vì sợ tiếng đàn réo rắt, buồn bã dễ vận vào đời người phụ nữ"[7].
- Thơ: Đất nước tôi, thon thả giọt đàn bầu / Nghe nặng nỗi đau của mẹ / Ba lần tiễn con đi / Hai lần khóc thầm lặng lẽ (thơ Tạ Hữu Yên, sau nhạc sĩ Phạm Minh Tuấn phổ nhạc thành bài hát Đất nước).
- Bài hát: Tiếng đàn bầu của ta / Cung thanh là tiếng mẹ / Cung trầm là giọng cha (bài hát Tiếng đàn bầu, nhạc Nguyễn Đình Phúc, lời thơ Lữ Giang)
- Bài hát Độc huyền cầm của nhạc sĩ Trần Tiến (Độc huyền cầm một buồn lắm /Mấy ai người tri âm / Độc huyền cầm lẻ loi / Bay ngang cánh chim hồng / Bắc phong kỳ tả tơi /Lĩnh nam cầm lả lơi / Khách anh hùng còn ai / Tri âm độc huyền cầm...)

## Các tác phẩm mới tiêu biểu của Đàn Bầu
- Nhịp cầu quê hương - St. Toàn Thắng
- Vì miền Nam - St. Huy Thục
- Cung đàn đất nước - St. Xuân Khải
- Khát vọng - St. Lê Hoài Phương
- Nặng tình phương Nam - St. Hồ Hoài Anh

## Học đàn Bầu chuyên nghiệp tại Việt Nam
- Học viện âm nhạc Quốc gia Việt Nam
- Học viện âm nhạc Huế
- Nhạc viện Thành phố Hồ Chí Minh
- Đại học Văn hóa nghệ thuật Quân Đội
- Các trường Cao đẳng Văn hóa nghệ thuật tại các Tỉnh/ Thành